# Austrocylindropuntia shaferi
Austrocylindropuntia shaferi är en kaktusväxtart som först beskrevs av Nathaniel Lord Britton och Joseph Nelson Rose, och fick sitt nu gällande namn av Curt Backeberg. Austrocylindropuntia shaferi ingår i släktet Austrocylindropuntia och familjen kaktusväxter. Inga underarter finns listade i Catalogue of Life.